# Tiberias

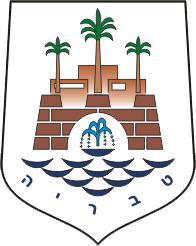
Tiberias vapen.

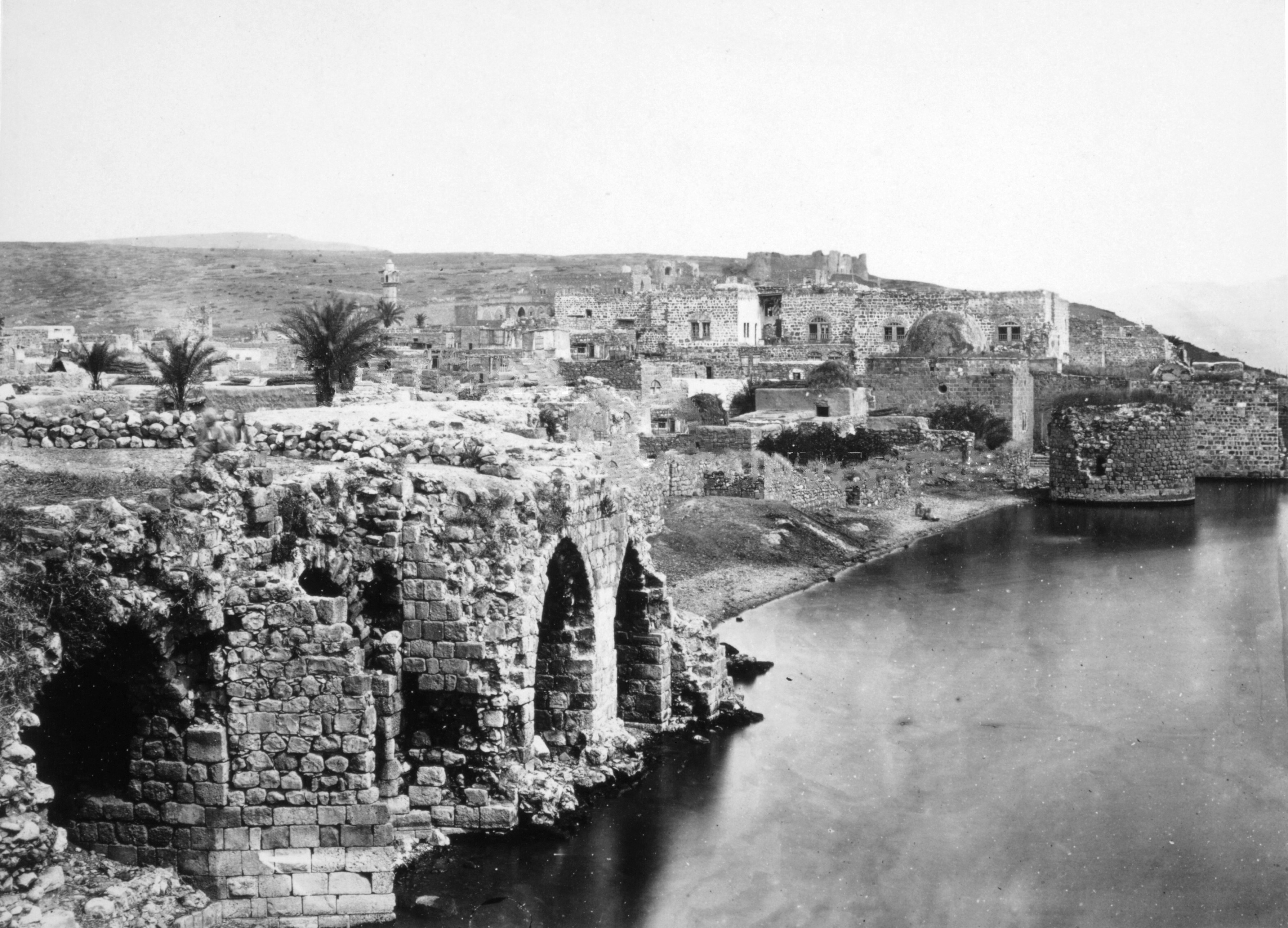
Utsikt över Tiberias (omkring 1862).

Tiberias (hebreiska: טְבֶרְיָה Tverya; arabiska: طبريةṬabariyyah) är en stad vid västra stranden av Galileiska sjön i Israel. Den uppkallades efter kejsar Tiberius.

## Historia

### Antiken
Tiberias grundades omkring år 20 av Herodes Antipas, son till Herodes den store, vid platsen där den ödelagda byn Rakkat var belägen, och Tiberias blev huvudstad i hans del av Galiléen. Den fick sitt namn efter Antipas skyddspatron, den romerske kejsaren Tiberius.
Tiberias namn i Romarriket, och därav på svenska, var den grekiska formen Τιβεριάς Tiberiás. Under Herodes tid vägrade judarna att bo där, eftersom de menade att det faktum att det fanns en begravningsplats där gjorde staden rituellt oren. Antipas tvingade folk från jordbruksområdena i Galiléen att flytta till den nya staden. Den judiska domstolen Sanhedrin flydde från Jerusalem under den stora judiska revolten mot Romarriket, och med tiden hamnade den i Tiberias. Det var den plats där domstolen slutligen var, när den förbjöds under tidigt bysantinsk tid. Sedan judarna fördrivits från Jerusalem efter år 135, blev Tiberias och grannstaden Sepphoris den judiska kulturens viktigaste centra.
År 613 ägde den judiska revolten mot Bysantinska riket rum i Tiberias. Efter arabernas erövring, tilläts 70 familjer från Tiberias att återvända till Jerusalem. Kaliferna i Umayyaddynastin uppförde ett av sina palats i norra Tiberias, vid Khirbet al-Minya.

### Medeltiden
Staden förföll under den bysantinska och arabiska tiden. Till detta bidrog jordbävningar och krig, däribland en mycket kraftig jordbävningen år 749 vilken förstörde flera synagogor. Trots detta blomstrade den masoretiska lärdomen i Tiberias från omkring 700-talet till slutet av 900-talet. De lärda skapade en systematiserad skrift av vokaliseringen i fornhebreiska, som fortfarande används av alla grupper inom judaismen. Den masoretiska lärdomstraditionen personifieras i Aaron ben Moses ben Asher som förfinade vokaliseringssystemet och därmed grundade vad som numera kallas tiberiansk hebreiska, och därtill sägs ha slutfört codex Aleppo, vilket är den äldsta bevarade handskriften på hebreiska, vilket är ytterligare en fingervisning om Tiberias centrala position för den hebreiska lärdomen och den medeltida judendomen i stort.
Under korstågen var Tiberias huvudstad i furstendömet Galiléen i kungadömet Jerusalem; området kallades ibland furstendömet Tiberias eller Tiberiaden. Saladin belägrade staden under sin invasion år 1187 och i oktober samma år slog han korsriddarna vid slaget vid Hattin utanför staden. Ungefär samtidigt övergavs stadens ursprungliga läge, och bosättningen flyttade norrut där den nu är belägen.
Rabbi Moshe ben Maimon, som i västvärlden är känd under namnet Moses Maimonides och är en av judendomens mest framträdande filosofer, rättsvetenskapsmän och fysiker från medeltiden, avled 1204 och begravdes i Tiberias. Hans grav är en av stadens största pilgrimsmål.

### Modern tid
År 1558 erhöll judinnan Doña Gracia platsen och dess omgivande byar som gåva från Suleiman den store. Hon återuppbyggde stadsmurarna, uppförde en yeshiva, och uppmuntrade sefardiska judar som flydde från inkvisitionen att slå sig ner i staden. Tiberias hade en ny guldålder i ungefär hundra år. Sedan förföll den igen, och återuppbyggdes än en gång, av chassidiska judar.
Rabbi Moshe Chaim Luzzatto, som var en ledande etiker och kabbalist under sin samtid, avled i pesten år 1746 i närheten av hamnstaden Akko vid Medelhavet, och begravdes vid Tiberias, nära den grav som traditionellt vördas som rabbi Akivas grav.
Under 1700- och 1800-talen flyttade många rabbiner till Tiberias, vilket gjorde staden till ett lärdomscenter. Därmed blev Tiberias en av judendomens fyra heliga städer, samman med Jerusalem, Hebron och Safed.
År 1938 mördade arabiska miliser 20 judar i Tiberias, under arabiska revolten i Palestina 1936-1939. Tio år senare, 1948, mördades 9 judar i staden, och flera familjer flydde av rädsla för mer massakrer. Tiberias hamnade inom det palestinska området i delningsplanen av Brittiska Palestinamandatet. Britterna krävde att judarna skulle lämna staden, och meddelade att annars skulle britterna bistå araberna i attacker mot dem. Haganah slog tillbaka Arabiska frihetsarmén, vilken leddes av Fawzi el-Kaukji, och intog arabiska bosättningar och övriga områden som de uppfattade som fientliga. De orsakade en massflykt av hela den arabiska befolkningen. Följaktligen har både Tiberias och Safed numera en allt igenom judisk befolkning.

## Nutid

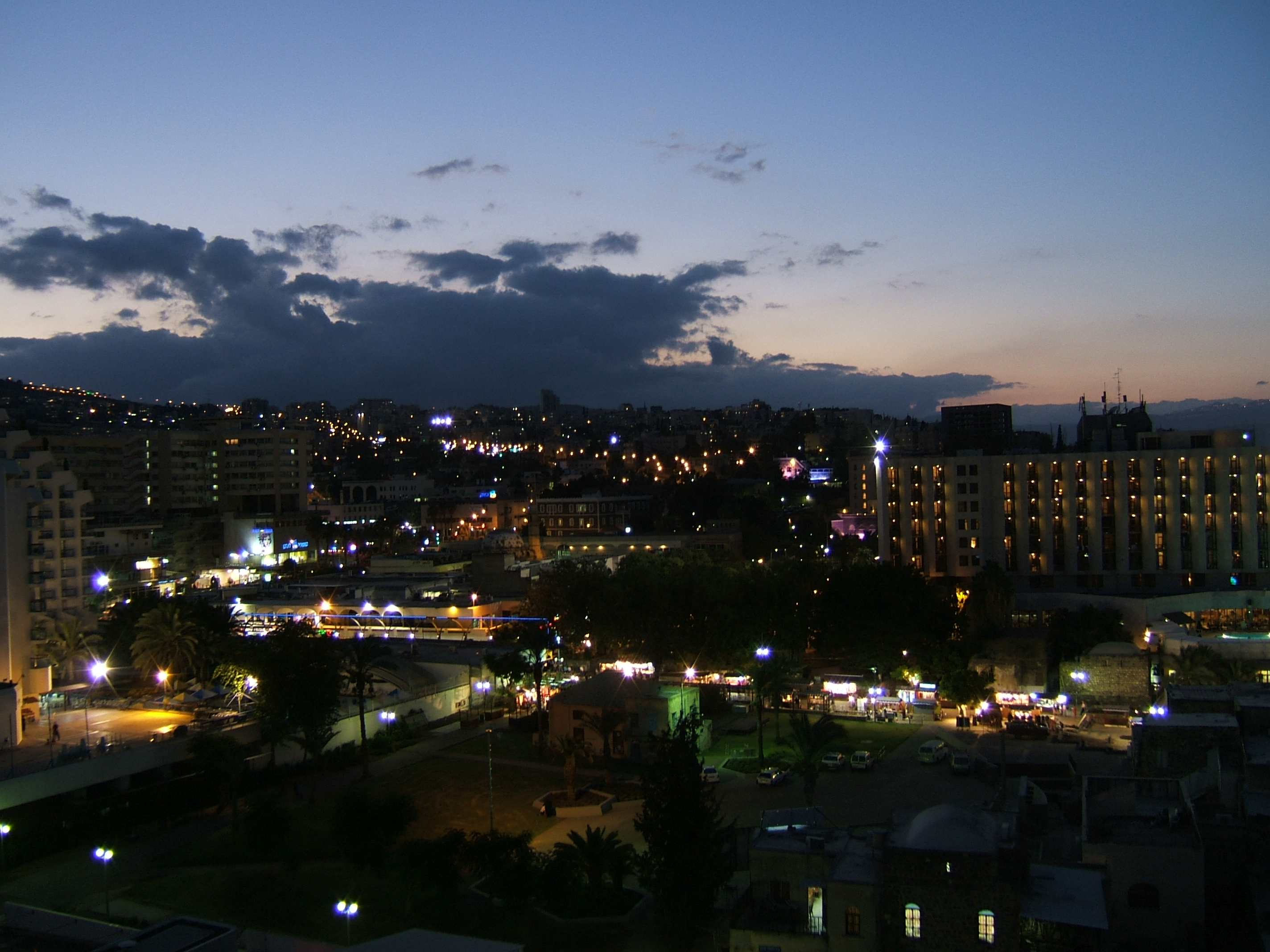
Tiberias nattetid.

Tiberias är en av norra Israels mest populära semesterorter.
I oktober 2004 (Tishrei 5765), företog en kontroversiell grupp rabbiner en ceremoni i Tiberias, sade att de företrädde flera grupper i Israel, och hävdade att de grundat ett nytt Sanhedrin.
Professor Yizhar Hirschfeld vid hebreiska universitetet i Jerusalem, ledde en långvarig arkeologisk utgrävning av Tiberias, med många volontärer, till sin död i november 2006.